# 格雷格·里卡特
格雷格·里卡特（Gregory Andrew "Greg" Rikaart，1977年2月26日—）是美國的一位演員。他最著名的作品是自2003年7月開始在肥皂劇年輕和騷動不安的一族中飾演Kevin Fisher角色。